# Duna cinzenta

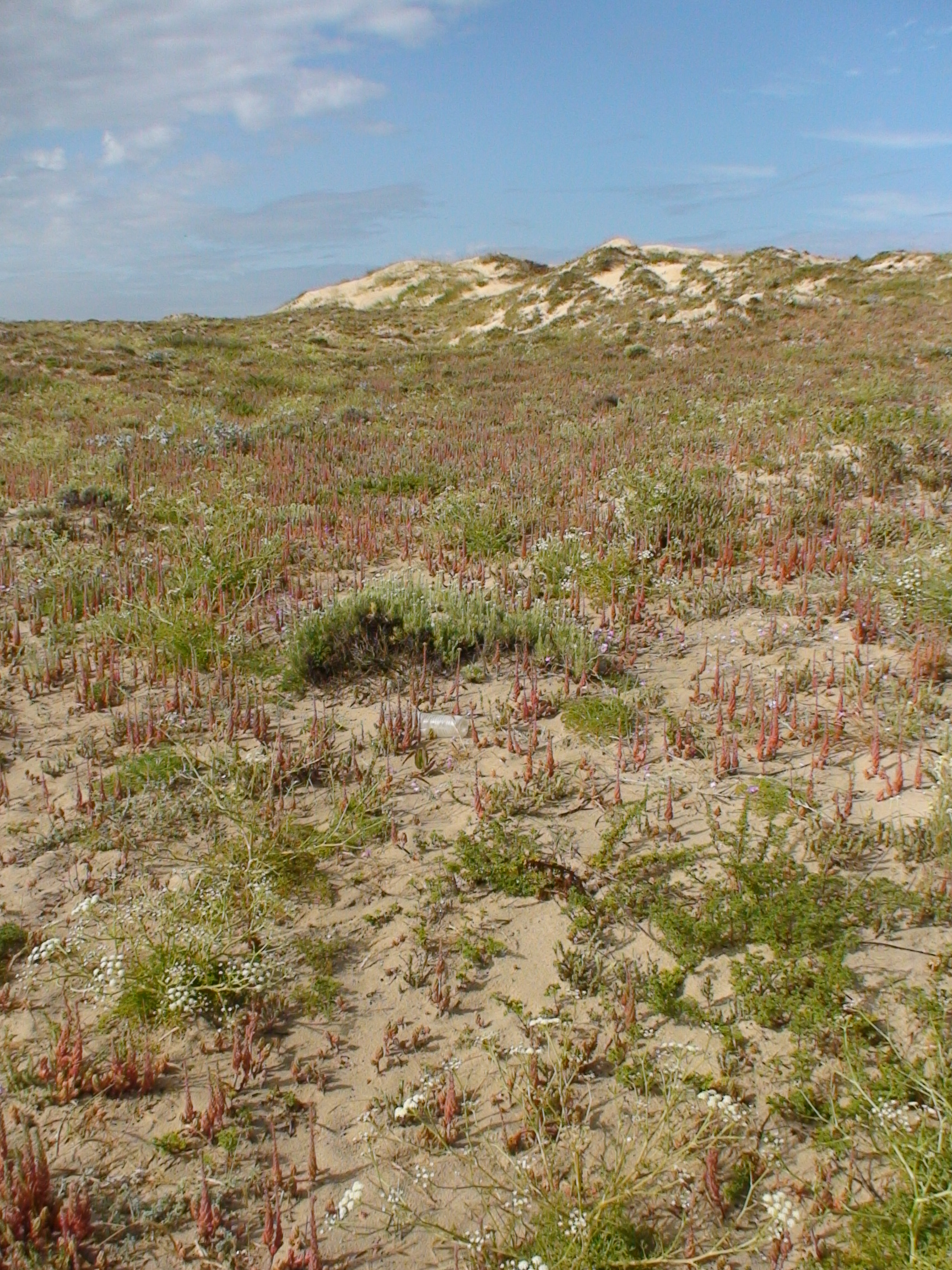
Duna cinzenta no Baleal, Peniche, Portugal.

Dunas cinzentas ou dunas fixas costeiras de vegetação herbácea são dunas de areia fixas e estáveis que são cobertas por uma camada contínua de vegetação herbácea. Essas dunas estão normalmente localizadas a 50 a 100 metros da costa do oceano e são encontradas no lado terrestre das dunas frontais (também conhecidas como dunas amarelas). As dunas cinzentas são nomeadas por sua cor cinza característica, que é resultado da cobertura do solo de líquen combinada com uma camada superficial de húmus do solo.

## Formação
As dunas cinzentas são formadas quando espécies pioneiras habitam dunas embrionárias e iniciam um processo sucessional em direção à estabilização das dunas e formação do solo. As plantas pioneiras capturam grãos de areia salgada carregados pelo vento e os depositam para continuar a construir a duna. As dunas cinzentas são então formadas depois que as estruturas radiculares das plantas pioneiras estabilizam as dunas frontais. A estabilização da areia permite que o material vegetal morto seja decomposto no solo, adicionando nutrientes e capacidade de retenção de água ao solo. À medida que o solo começa a se formar lentamente, novas espécies de plantas colonizam as dunas estáveis, desenvolvendo estruturas radiculares mais extensas e diversidade de plantas. Quando a duna se torna continuamente vegetada, líquen e musgo crescem no sub-bosque, proporcionando uma superfície repelente à água que reduz a erosão (através da chuva e do vento), o que resulta na formação oficial da duna cinzenta.
Os processos pluviais dominam a geomorfologia das dunas cinzentas, sendo os respingos de chuva e a lavagem de encostas os processos mais comuns. A erosão pode ocorrer na forma de respingos de chuva e lavagem de encostas. O respingo de chuva ocorre quando uma gota de chuva atinge a superfície do solo nu e dispersa as partículas do solo para a área circundante. No entanto, à medida que as dunas cinzentas começam a se desenvolver, líquenes e musgos protegem as superfícies das dunas e dissipam os impactos das gotas de chuva. A lavagem de taludes (fluxo superficial) é particularmente evidente em encostas de dunas com vegetação esparsa. A lavagem do talude ocorre quando a infiltração da chuva é impedida, o que pode resultar em riachos e leques aluviais.

### pH das dunas
Dependendo da composição da areia, uma duna cinza se tornará ácida ou calcária. Um substrato de solo ácido se formará se a areia for composta completamente de grãos de quartzo. Dunas cinzentas mais antigas também podem exibir condições ácidas se houver chuva suficiente para lixiviar os nutrientes do solo. Os substratos calcários do solo se formam quando as conchas se decompõem para criar um ambiente rico em cal.  A vegetação nas dunas cinzentas é dependente do pH do substrato do solo.

## Vegetação
Muitas espécies de plantas raras e ameaçadas de extinção podem ser encontradas em ecossistemas de dunas cinzentas, fornecendo habitats de nicho para animais e insetos. Uma grande variedade de orquídeas, gramíneas e líquenes são encontrados em comunidades de plantas de dunas cinzentas, mas as espécies dependerão de locais em todo o continente europeu.

## Localização
As dunas cinzentas são encontradas ao longo de grande parte da costa europeia e ao longo de grandes corpos de água interiores. De um modo geral, eles podem ser encontrados ao longo dos mares Céltico, Báltico e do Norte, na costa do Atlântico Oriental e Médio, nas costas do Mediterrâneo Ocidental e Oriental e no Mar Negro.

## Perda de Dunas Cinzentas
As dunas cinzentas são altamente suscetíveis a mudanças de eventos naturais e induzidos pelo homem. Desde a década de 1960, os ecossistemas de dunas cinzentas diminuíram devido à invasão de espécies de gramíneas e arbustos e, mais recentemente, pela invasão do invasor exatólogo Heath Star Moss (Campylopus introflexus). As causas da invasão foram relacionadas à estabilização das dunas de areia em grande escala, alta deposição de nitrogênio da vegetação e declínio nas populações de coelhos nas dunas.  A invasão de gramíneas e arbustos resultou na fragmentação das paisagens de dunas cinzentas (e na redução geral do habitat), na perda de biodiversidade e no declínio de espécies ameaçadas e raras que são endêmicas das dunas cinzentas.

## Exemplos
- Dunas de Kilmuckridge-Tinnaberna